# Fylkesväg 888
Fylkesväg 888 (norska: Fylkesvei 888) är en primär fylkesväg i Finnmark fylke i norra Norge som går mellan byn Ifjord i Lebesby kommun och tätorten Mehamn i Gamviks kommun.
Vägen är 101.8 kilometer lång och asfalterad. Den passerar bland annat genom byarna Lebesby och Bekkarfjord samt över näset Hopseidet.

## Anslutningar
Fylkesväg 888 ansluter till:
- Fylkesväg 98 (vid Ifjord)
- Fylkesväg 894 (vid Mehamnelv bru)

## Bilder

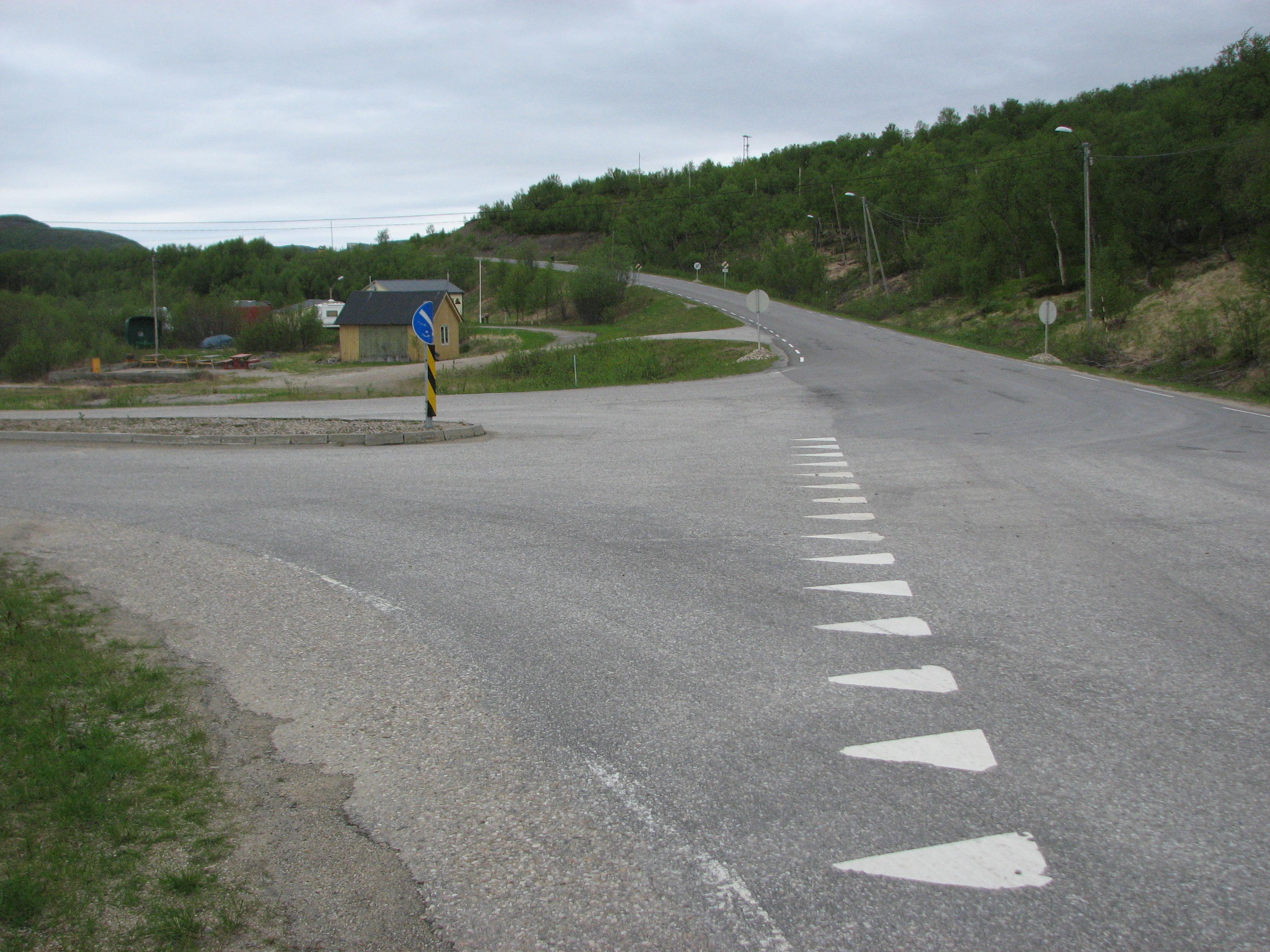
Vägskälet i Ifjord där fylkesväg 888 ansluter mot fylkesväg 98.
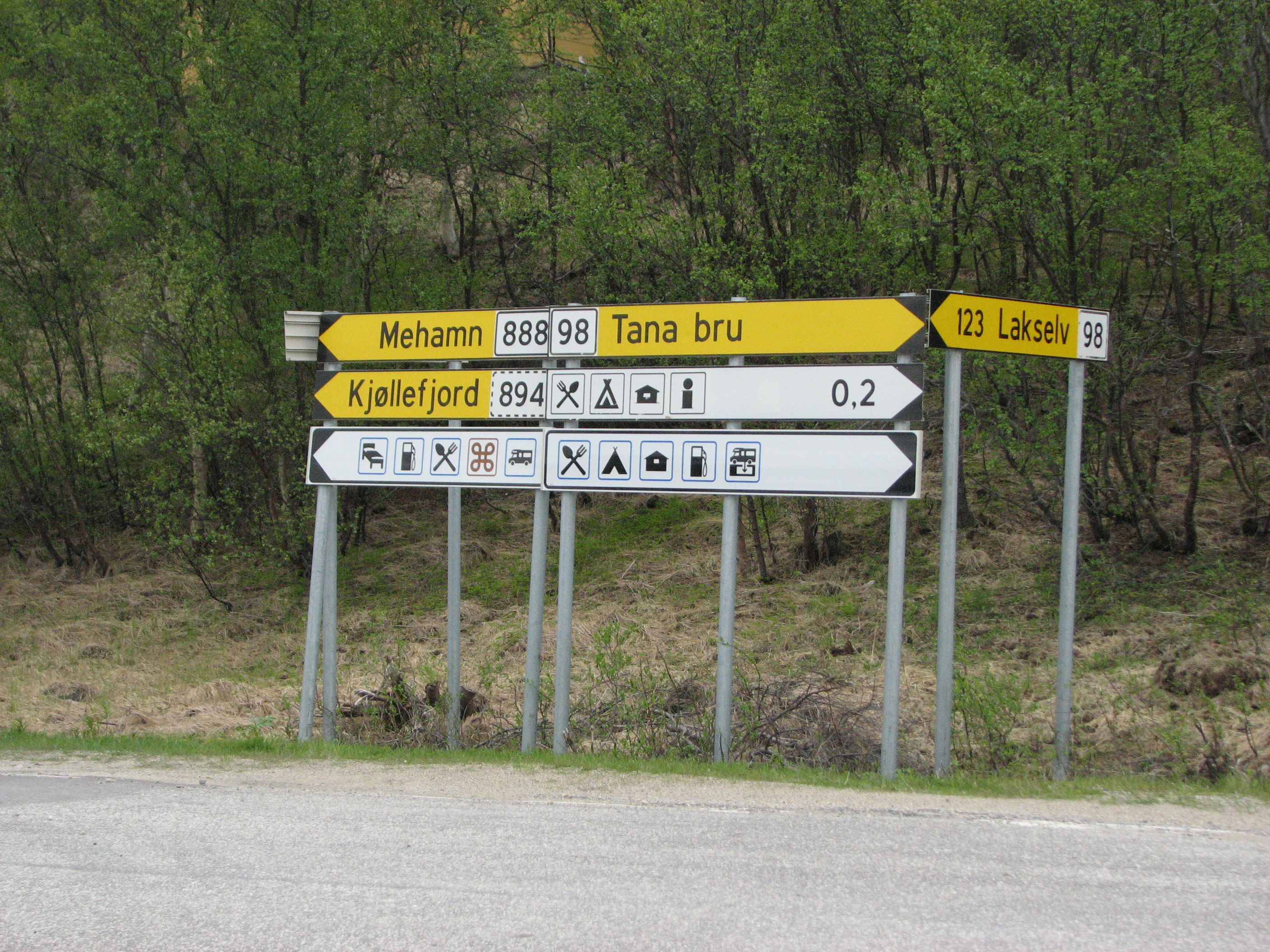
Vägvisarna vid vägskälet.
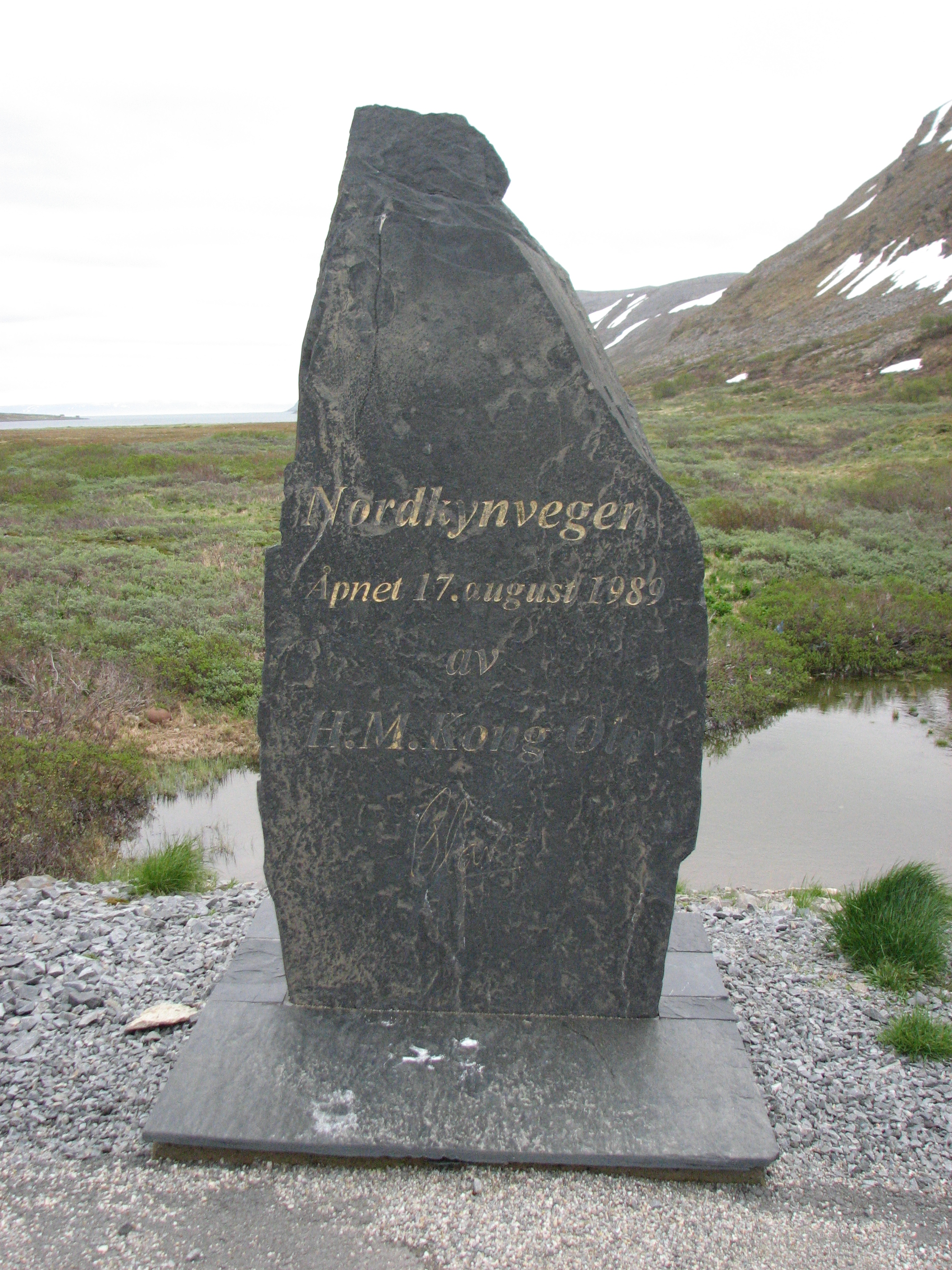
Minnessten vid Hopseidet.